# ASFAG
Associação Sportive des Forças Armées de Guinée é um clube de futebol guineense baseado em Conakry. A equipe jogou muitas temporadas na Guiné Championnat National. Em 2003, o clube ganhou a Guinée Championnat National.

## Títulos
Nacional
- Guiné Championnat Nacional : 1

Campeão: 2003
- Guiné Coupe Nationale : 3

Vencedor: 1987, 1991, 1996
Internacional
- Taça UFOA : 1

Vencedor: 1988